# ورزشگاه باشگاه ورزشی الکویت
ورزشگاه باشگاه ورزشی الکویت (انگلیسی: Al Kuwait Sports Club Stadium) یا ورزشگاه الکویت اسپورتس کلاب یک ورزشگاه چندمنظوره در منطقه کیفان، کویت است.
این ورزشگاه که دارای ۱۸٬۵۰۰ نفر ظرفیت است ورزشگاه خانگی باشگاه ورزشی الکویت محسوب میشود.